# Sanékuy
 (octobre 2024).
Si vous disposez d'ouvrages ou d'articles de référence ou si vous connaissez des sites web de qualité traitant du thème abordé ici, merci de compléter l'article en donnant les références utiles à sa vérifiabilité et en les liant à la section « Notes et références ».
Sanékuy est une commune du Mali, dans le cercle de Tominian et la région de Ségou.
Située au sud du Cercle de Tominian, la commune rurale de Sanékuy couvre 398 km²La commune est limitée :
- à l’Est par les communes de Mandiakuy et Benena ;
- à l’Ouest par les communes de Yasso et Souroutouna (cercle de San) ;
- au Nord par la Commune de Tominian ;
- au Sud par la Commune de Diora.

Elle est distante de Tominian chef lieu de cercle d’environ 27 km. La Commune compte 20 villages totalisant 15 322 habitants dont 7 844 hommes et 7478 femmes en 2007 (source d’information DRPSIAP 2007). Cette population est essentiellement constituée de Buwa, on y rencontre également des peulhs nomades ou
Sédentaires.
Les religions existantes sont : le christianisme (Majoritaire), l’Animisme et l’Islam.
Dans la commune rurale de Sanékuy, on note la présence des infrastructures suivantes :
- 8 écoles communautaires (1er cycles) ;
- 2 Premiers cycles publics (Sanékuy et Lénékuy) ;
- 1 Second cycle public.
- 2 CSCOM dont un est confessionnel

Ce sont : World vision, Caritas Mali, Sahel ECO et Lux Développement
L'Association la plus connu est L'ASS de Sanékuy.
L’Association Seniwe de Sanekuy est une organisation constituée de jeunes et des femmes engagés pour le développement. Elle comprend des ruraux et des élèves et Universitaires œuvrant dans la promotion du développement local de la commune de Sanekuy. Sa création a été motivée par la volonté de ses membres à conjuguer leurs efforts pour trouver des réponses adéquates à la problématique de la sécurité et du développement local de la commune.
L’Association intervient uniquement dans la commune rurale de Sanekuy.
Elle compte aujourd’hui 145 Membres adhérents repartis entre Sanékuy et le district de Bamako. Il a un point focal également à Bamako. Son siège se trouve à Sanekuy, Chef-lieu de commune rurale.